# Antikommunistischer Widerstand in Rumänien
Antikommunistischer Widerstand in Rumänien bezeichnet den Widerstand durch politische, militärische und zivile Gruppen sowie Einzelpersonen gegen das kommunistische Regime der Rumänischen Kommunistischen Partei zur Zeit der Volksrepublik und Sozialistischen Republik Rumänien zwischen dem Ende des Königreichs Rumänien 1947 und der Rumänischen Revolution 1989.

## Geschichte

### Vorgeschichte
Rumänien unter der Militärdiktatur Ion Antonescus hatte sich von 1941 bis 1944 an der Seite Hitlerdeutschlands am Krieg gegen die Sowjetunion beteiligt. Im Zuge der sich abzeichnenden Niederlage wechselte das Land am 23. August 1944 die Seiten (Königlicher Staatsstreich) und kämpfte bis zum Ende des Zweiten Weltkrieges gemeinsam mit der Sowjetunion gegen Deutschland. Trotzdem besetzten sowjetische Truppen das Land. Die politische Führung der Sowjetunion verleibte Rumänien zielstrebig ihrem Machtbereich ein; die zahlenmäßig bis dahin sehr schwache Rumänische Kommunistische Partei (rumänisch: Partidul Comunist Român) eroberte nach und nach alle wichtigen Machtpositionen. Am 30. Dezember 1947 musste König Michael I. abdanken. Die Anhänger des Königs, der faschistischen Legionärsbewegung (Eiserne Garde), aber auch die der bürgerlichen, antikommunistisch ausgerichteten Parteien sahen sich einer massiven Verfolgung ausgesetzt.
Unter den Opponenten des sich etablierenden Regimes machte die Kommunistische Partei auch zahlreiche Studenten aus, deren politische Ansichten besonders argwöhnisch beobachtet wurden. Die Parteiführung unter Ana Pauker entschloss sich – möglicherweise auf Weisung der Sowjetunion – gegen den tatsächlichen oder vermuteten antikommunistischen Widerstand mit aller Härte vorzugehen. So wurden in der Nacht vom 14. zum 15. Mai 1948 in Bukarest, Cluj-Napoca und Iași etwa 1000 Studenten verhaftet, was etwa 2 Prozent der damaligen Studentenzahl entsprach. Die meisten Verhafteten wurden zu Gefängnisstrafen von mindestens fünf Jahren verurteilt.

### Bewaffneter Widerstand in der Nachkriegszeit

Hochburgen (rot) des bewaffneten anti-kommunistischen Widerstands in Rumänien

Die nichtkommunistischen Parteien Rumäniens setzten sich bis zu ihrer Auflösung 1947 entschieden gegen die Machtübernahme der Kommunisten zur Wehr; auch die Kirchen verteidigten in dieser Phase noch ihre traditionellen Rechte.
Bei den Widerstandskräften handelte es sich um ähnliche Erscheinungen wie in den anderen osteuropäischen Ländern in der Phase des Übergangs zum Kommunismus. Neben der Volksrepublik Polen, der Ukrainischen SSR und dem Baltikum gab es nur in Rumänien bewaffnete Widerstandsgruppen. Diese hatten sich vor allem in unzugänglichen Gebieten der Karpaten verschanzt, aber auch im Banat und im Donaudelta. Die Träger dieser Gruppen waren in der ersten Phase hauptsächlich ehemalige Angehörige des rumänischen Militärs, die nach dem Königlichen Staatsstreich in Rumänien nicht an der Seite der Sowjetarmee gegen das Deutsche Reich kämpfen wollten.
Nach der Zerschlagung des Dritten Reichs nahmen die Widerstandsgruppen in Rumänien gemeinsam den bewaffneten antikommunistischen Kampf auf, jedoch existierte anscheinend keine landesweite Koordination zwischen den einzelnen Gruppen. Teilweise überfielen sie auch kommunistische Repräsentanten, wonach die Regierung sie „Banditen“ und „Terroristen“ brandmarkte. Von den Schäfern in den Bergen und von der Bauernbevölkerung wurden diese „Partisanen“ mit Lebensmitteln versorgt, obwohl dies oft harte Bestrafung nach sich zog.
Die Gruppen – im Schnitt zwischen 10 und 40 Personen stark – stellten keine wesentliche Gefährdung für die kommunistischen Machthaber dar, obwohl sie den Anspruch des Regimes auf vollständige Kontrolle des Landes untergruben. Sie bestanden aus Jugendlichen, Alten, Frauen (unter ihnen manche mit Kleinkindern oder Schwangere), Bauern, ehemaligen Armeeoffizieren, Rechtsanwälten, Ärzten, Studenten, Arbeitern. Es waren alle Alters-, sozialen und politischen Schichten vertreten. Sie waren mit Pistolen, Revolvern und Maschinengewehren aus dem Zweiten Weltkrieg ausgerüstet, litten jedoch an akutem Mangel an Munition. Die Untergrundkämpfer mussten oftmals der Verfolgung der Securitate entkommen, die regelrechte Hetzjagden veranstaltete, um sie – tot oder lebend – einzufangen. Die Terrorisierung ihrer Familien durch Verhöre, die Ausschließung ihrer Kinder aus der Schule, die Verwendung grausamer Methoden bewog viele der in den Bergen versteckten Kämpfer sich zum Schutz ihrer Familien zu ergeben. Einige wurden wegen „Verschwörung gegen die soziale Ordnung“ zu langen Gefängnisstrafen verurteilt und ihr Vermögen konfisziert, die meisten fanden jedoch den Tod. Die erfolgreichen „Jäger“ erhielten Belohnungen und Dienstgraderhöhungen.
Teilweise hatten diese Gruppen noch eine lose Verbindung mit deutschen Militärstellen in Österreich und der selbsternannten rumänischen Exilregierung des Führers der faschistischen Eisernen Garde, Horia Sima. Gelegentlich versuchten auch die faschistischen „Legionäre“, die nach 1944 im westlichen Ausland wirkten, mit den bewaffneten Gruppen Kontakt aufzunehmen. 1949 und 1950 gab es in einigen Ortschaften breitere Widerstandsaktionen, als die kommunistischen Machthaber die Bauern mit Gewalt zum Eintritt in Genossenschaften zwangen. Einige Bauern, die danach von der Sicherheitspolizei gesucht wurden, schlossen sich den bewaffneten Gruppen in den Bergen an. Nach dem Beginn des Kalten Krieges unterstützten westliche Geheimdienste die Widerstandsinitiativen. Zumeist wurden die aus dem Ausland eingeschleusten Kräfte jedoch von den Sicherheitskräften gefangen genommen, bevor sie zu den Widerstandsgruppen Kontakt aufnehmen konnten. Die Gruppen hatten darauf vertraut, dass die Westmächte auf Zeichen antikommunistischen Widerstandes warten würden, um zu ihrer Unterstützung einzugreifen. Als das Eingreifen nach der blutigen Niederschlagung des Ungarischen Volksaufstands 1956 ausblieb, ließ auch der Widerstand in den Bergen Rumäniens nach.
| Area                       | Name der Gruppe                                                                                         | Anführer und Hauptpersonen |
| -------------------------- | --- | --- |
| Apuseni-Gebirge            | Garda Albă oder Armata Albă, Nationale Verteidigungsfront, Hajduk Corps, Organisation Kreuz und Schwert | Alexandru Suciu, Nicolae Dabija, Gebrüder Macavei, Iosif Capotă, Alexandru Dejeu, Teodor Șușman Ioan Robu, Ștefan Popa, Ioan Crișan, Leon Abăcioaiei, Maxim Sandu, Gebrüder Spaniol; Ionescu Diamandi |
| Kreis Bistrița-Năsăud      | Iancu Haiducii lui Avramr                                                                               | |
| Bacău                      | Uturea                                                                                                  | Vasile Cordunean, Gheorghe Ungurașu, Petre Baciu |
| Banat                      | Partisanen Rumäniens                                                                                    | Ion Uță, Spiru Blănaru, Aurel Vernichescu, Petru Domășneanu, Nicolae Popovici, Gheorghe Ionescu, Petru Ambruș, Gebrüder Blaj, Ion Tănase, Dumitru Isfănuț, Nicolae Doran, Ion Vuc                     |
| Bârlad                     | | Constantin Dan |
| Brașov                     | Organisation Vlad Țepeș                                                                                 | |
| Cluj-Napoca                | | Gheorghe Pașca, Alexandru Podea, Oniga Emil, Deac Cornel |
| Covasna                    | Organisation Vlad Țepeș                                                                                 | Victor Lupșa, Corneliu Gheorghe-Szavras |
| Craiova                    | | Ion Carlaon, Marin Dumitrașcu |
| Dobrudscha                 | Haiduken der Dobrudscha                                                                                 | Gheorghe Fudulea, Gebrüder Croitoru, Puiu Gogu, Nicolae Ciolacu, Niculae Trocan |
| Nördliches Făgăraș-Gebirge | | Ion Gavrilă Ogoranu, Ion Dumitru, Ion Cândea |
| Südliches Făgăraș-Gebirge  | Haiducii Muscelului                                                                                     | Gheorghe Arsenescu, Gebrüder Petru, Toma Arnăuțoiu |
| Kreis Gorj                 | | Mihai Brâncuși |
| Hunedoara                  | | Lazăr Caragea, Petru Vitan |
| Kreischgebiet und Arad     | Nationale Befreiungsbewegung                                                                            | Valer Șirianu, Adrian Mihuţiu, Gligor Cantemir, Ion Lulușa |
| Kreis Maramureș            | Gruppe von Priestern der Unierten Kirche                                                                | Gavrilă Mihali-Ștrifundă, Vasile Popșa, Ilie Zubașcu, Ion Ilban, Nicolae Pop, Vasile Dunca |
| Rodnaer Gebirge            | Organisation Kreuz und Schwert                                                                          | Leonida Bodiu |
| Sibiu                      | Fetea                                                                                                   | |
| Kreis Suceava              | Tinerii Partizani ai României                                                                           | Constantin Cenuță, Vasile Motrescu, Vasile Cârlan, Grigore Sandu, Vasile Cămăruță, Silvestru Harsmei, Gavril Vatamaniuc, Ion Vatamaniuc, Vladimir Macoveiciuc, Petru Maruseac, Negre Sumanele         |
| Suceava                    | Gǎrzile lui Decebal                                                                                     | Silvestru Hazmei, Ion Chiraș, Gheorghe Chiraș |
| Kreis Vâlcea               | | Gheorghe Pele, Şerban Secu, Ion Jijie |
| Kreis Vrancea              | Vrancea Gruppe, Organisation Vlad Țepeș                                                                 | Gebrüder Paragina, Gheorghe Militaru, Victor Lupșa |

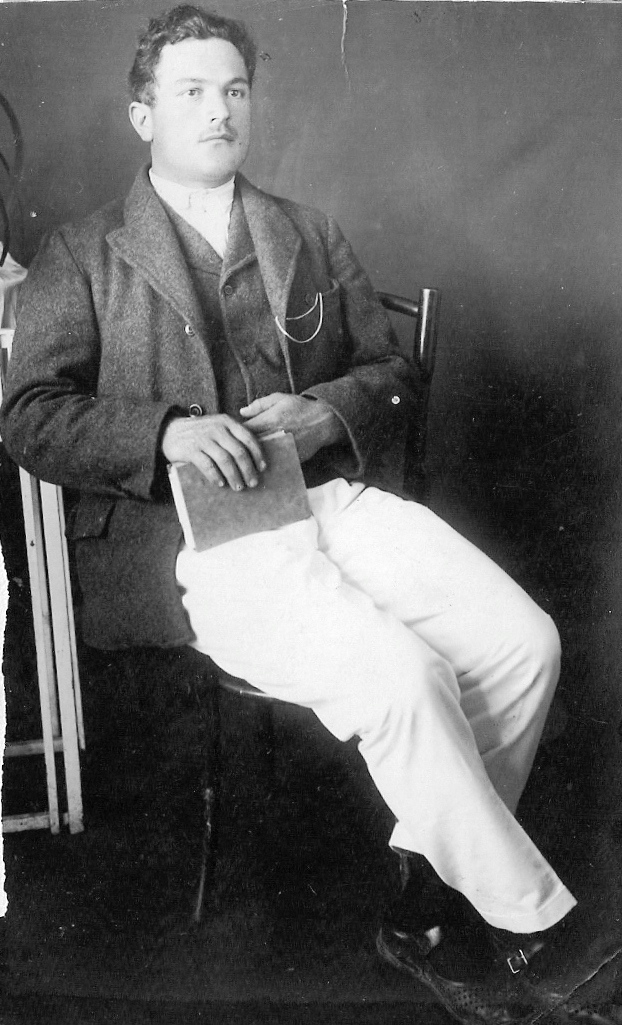
Teodor Șușman, einer der Anführer des antikommunistischen Widerstands im Apuseni-Gebirge, vor 1927
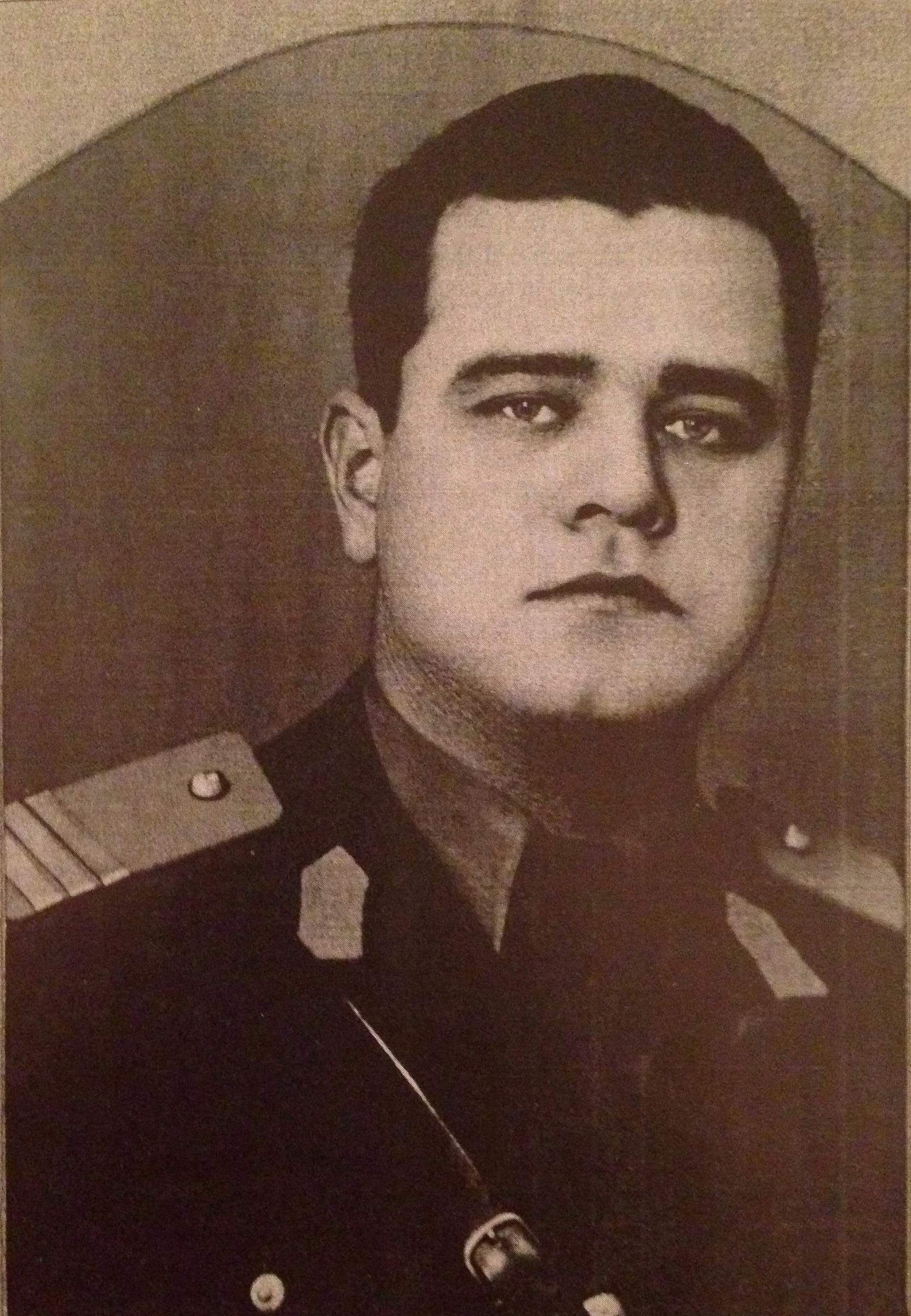
Nicolae Dabija aus dem Widerstand im Apuseni-Gebirge, etwa 1930
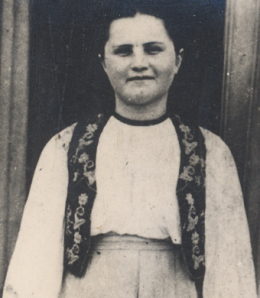
Lucretia Jurj-Costescu aus dem Widerstand im Apuseni-Gebirge, etwa 1930
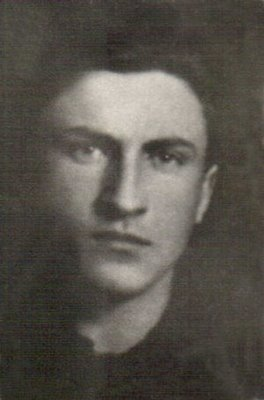
Ion Gavrilă Ogoranu, einer der Anführer des Widerstands im nördlichen Făgăraș-Gebirge, etwa 1930
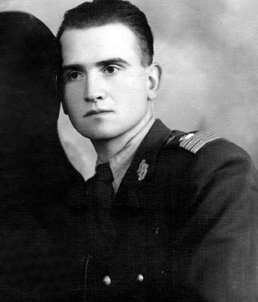
Toma Arnăuțoiu, einer der Anführer der Widerstandsgruppe Haiducii Muscelului im südlichen Făgăraș-Gebirge, 1944
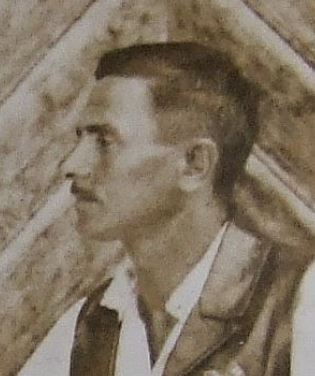
Dumitru Isfănut von den Partisanen Rumäniens im Banat, etwa 1930
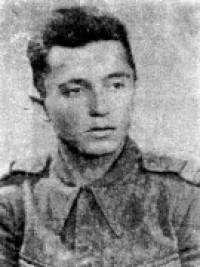
Spiru Blănaru, Partisanen Rumäniens im Banat, etwa 1940
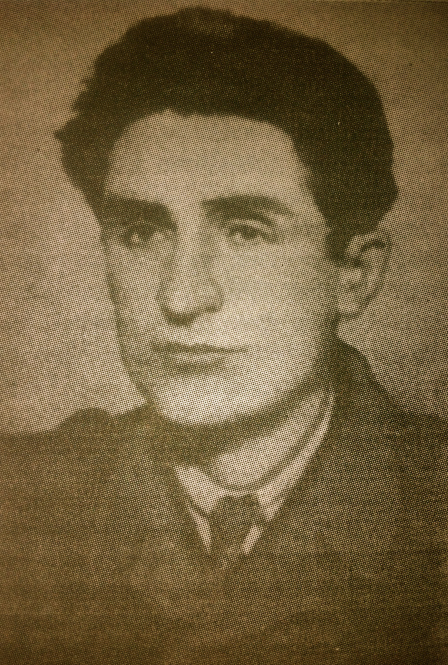
Vladimir Macoveiciuc von den Tinerii Partizani ai României im Kreis Suceava, etwa 1930

### Bauernaufstände in den 1950er Jahren

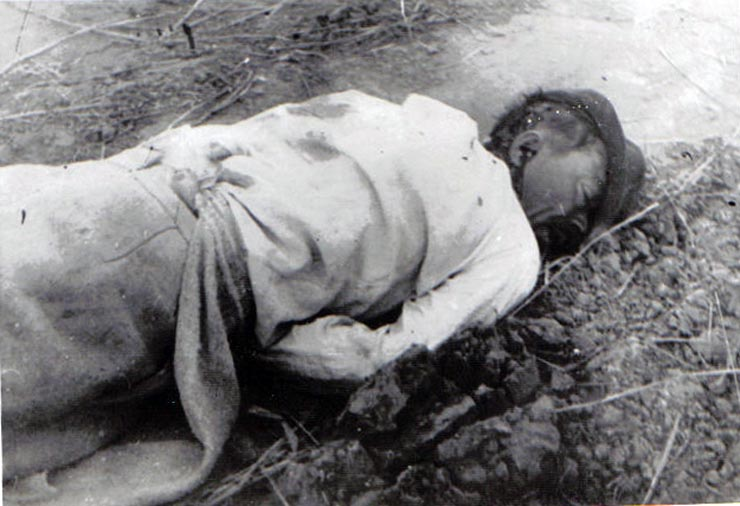
Ein getöteter Bauer nach einem Aufstand gegen die Kollektivierung

Während der Zeit der Kollektivierung der Landwirtschaft in Rumänien zwischen 1945 und 1962 kam es in weiten Teilen Rumäniens immer wieder zu Revolten und Aufständen der Bauernschaft, die von bewaffneten Truppen gewaltsam niedergeschlagen wurden.
Sie wurden unter anderem ausgelöst durch Handgreiflichkeiten, die von Parteivertretern als Mittel der Überzeugung eingesetzt wurden, sowie durch die Schikanierung mit hohen Pflichtabgaben für Landbesitzer, die mit ihren Agrarflächen bisher nicht in Kollektiven eingetreten waren.
In den Monaten Juli und August 1949 kam es zu Dutzenden spontaner lokaler Revolten in Băița (Bihor), Arad und Botoșani, im Juli 1950 in Vlașca (Ialomița) und Vrancea. Truppen der Armee, Miliz und Securitate schlugen die Aufstände nieder, was Verwundete, Tote, Verhaftungen und Deportationen zur Folge hatte. Nach damaligen offiziellen Angaben wurden von 1949 bis 1952 über 80.000 Bauern verhaftet, von denen etwa 30.000 verurteilt wurden. Ihre Zahl dürfte weitaus höher liegen, die Zahl der Todesopfer wurde nie bekannt gegeben.
Nach einer Phase einer zeitweisen Stagnation wurden die Kollektivierungsbemühungen zum Ende der 1950er Jahre beschleunigt. Hierbei kam es abermals zu bäuerlichen Aufständen, so in Suraia und Vadu Roșca (beide in Vrancea), bei denen mindestens neun Menschen zu Tode kamen, und in Cudalbi (Galați), Răstoaca (Vrancea), Drăgănești-Vlașca und Olt. Eine der Strafaktionen gegen aufsässige Bauern wurde 1960 von Nicolae Ceaușescu geleitet. Insgesamt gesehen gab es während der Zeit der Kollektivierung kaum eine Region in Rumänien, in der es nicht zu Revolten kam.

### Überfall in der Schweiz 1955
Im Februar 1955 besetzten vier Exilrumänen aus Deutschland die rumänische Gesandtschaft in Bern, wobei es zu einer Geiselnahme für die Freipressung politischer Gefangener und einem Toten kam. Der Anführer der Gruppe, Oliviu Beldeanu, wurde nach seiner Entlassung aus Schweizer Haft von West- nach Ost-Berlin verschleppt, dort festgenommen, von der DDR nach Rumänien überstellt und dort zum Tode verurteilt.

### Proteste von 1956

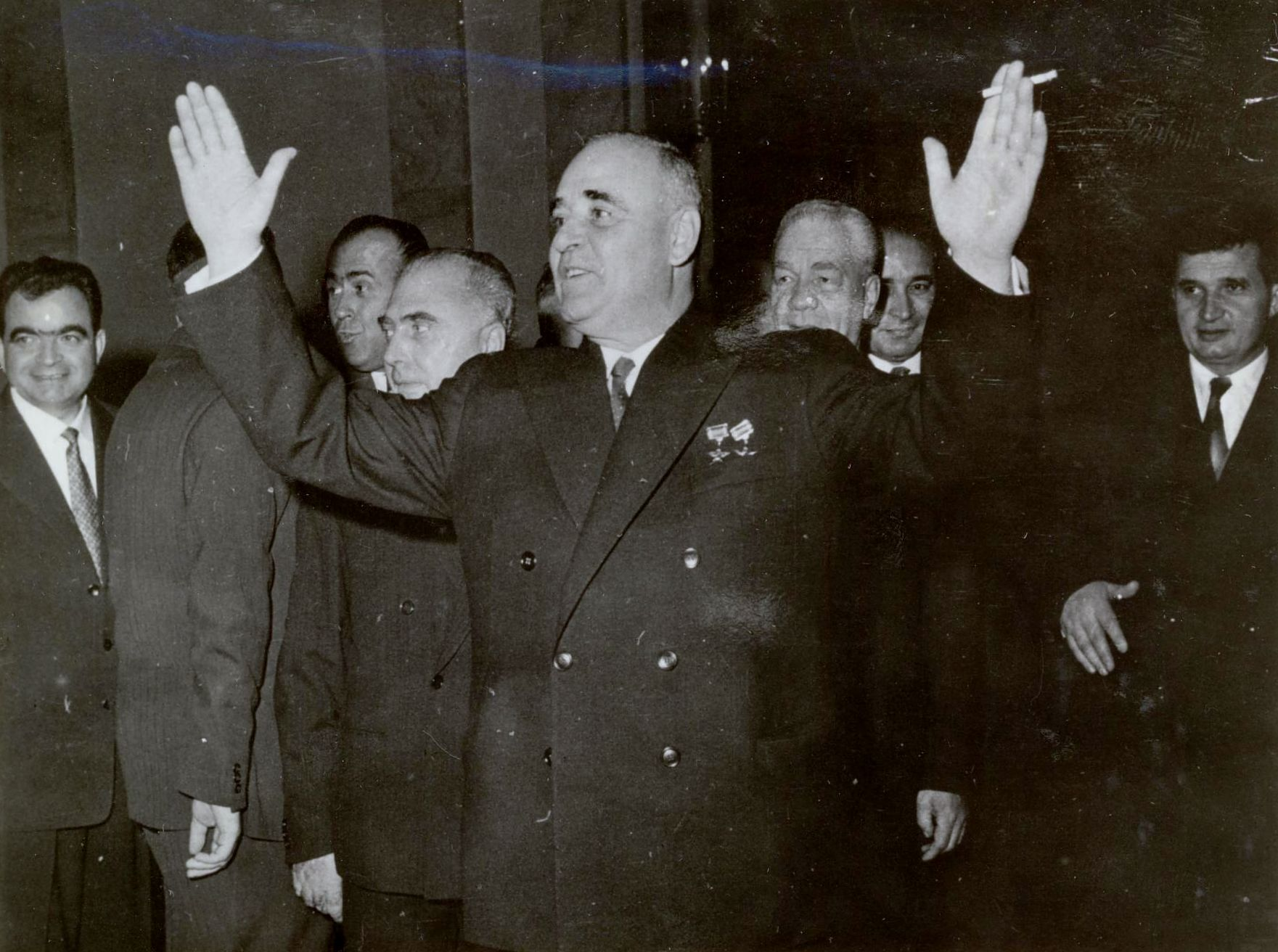
Gheorghe Gheorghiu-Dej an seinem 60. Geburtstag 1961, rechts im Bild Nicolae Ceaușescu

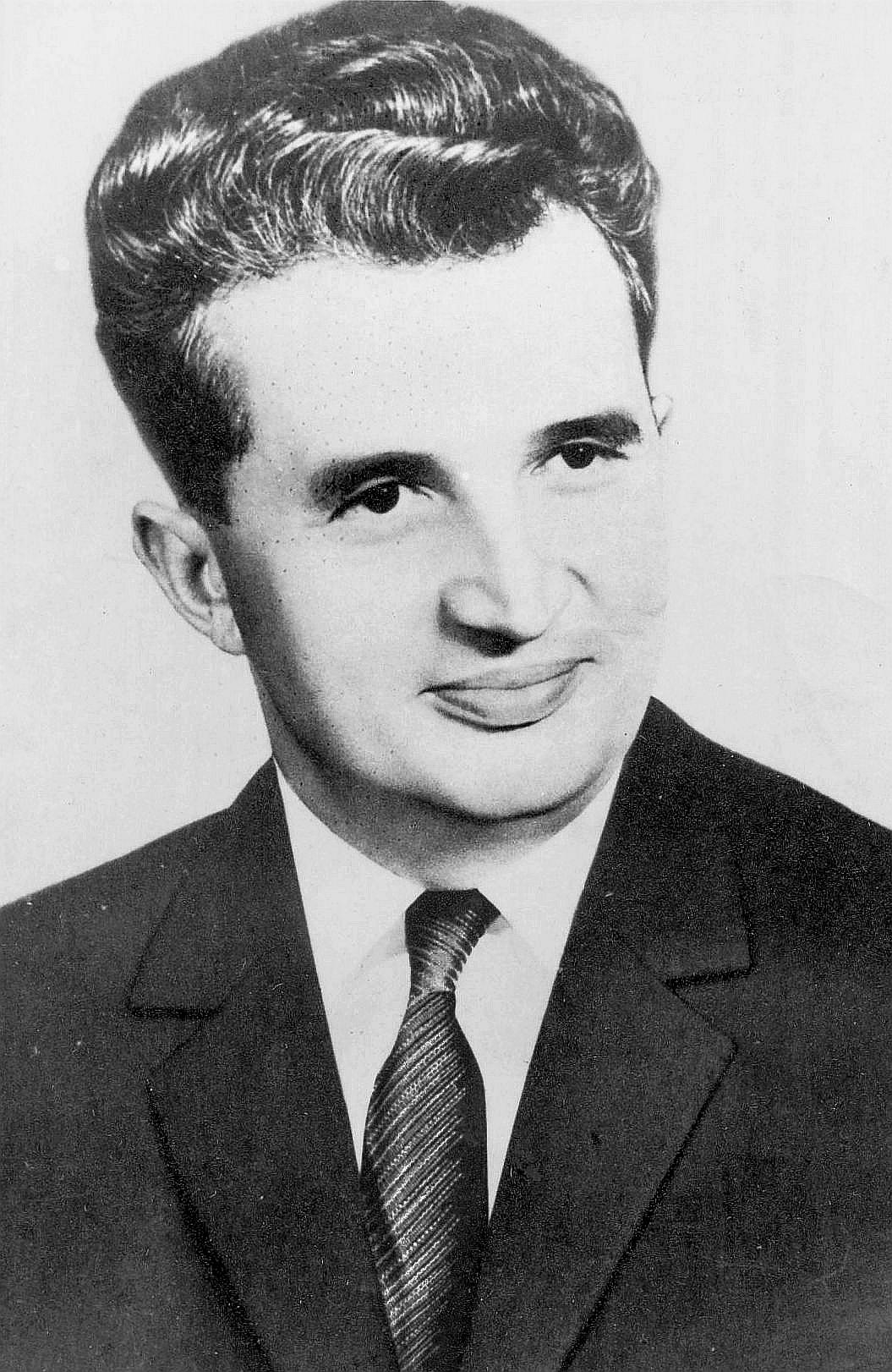
Nicolae Ceaușescu, 1981

Am 5. November 1956 bereitete sich die Studentenschaft in Bukarest, Timișoara, Cluj-Napoca und Târgu Mureș auf öffentliche Proteste gegen die sowjetische Intervention in Ungarn vor. Durch das massive Auftreten der Sicherheitskräfte kam es aber lediglich zur Studentenrevolte in Timișoara, wo etwa 300 Personen verhaftet und fünfzig zu Gefängnisstrafen verurteilt wurden. In Cluj-Napoca und Târgu Mureș kam es nicht sofort zur Festnahme aller Organisatoren, da eine breite Solidarisierung der ungarischen Minderheit befürchtet wurde, jedoch kam es auch hier im Verlauf der folgenden zwei Jahre schrittweise zu Repressionen.
Selbst in den rumänischen Gefängnissen kam es zu Protestaktionen. Die größte von ihnen ereignete sich im Zuchthaus von Aiud, einem der berüchtigtsten Umerziehungs- und Arbeitslager, wo 1956 etwa 3000 Häftlinge in den Hungerstreik traten.
Einige Vertreter des rumänischen Militärs strebten wie in Ungarn den Austritt aus dem Warschauer Pakt an, jedoch verhinderte eine Verflechtung von Strafmaßnahmen mit wirtschaftlichen Erleichterungen sowie das Fehlen einer realen Kraft, die die antisowjetischen Gefühle und Gesinnungen auf einen Nenner hätte bringen können, dass die rumänischen Echos auf die ungarische Revolution und den Polnischen Oktober zu laut wurden. Die schwachen Ansätze einer Kritik am Personenkult um Generalsekretär Gheorghe Gheorghiu-Dej, die sich kurz vor 1956 in intellektuellen Kreisen bemerkbar gemacht hatte, lösten sich nach der Niederschlagung des Budapester Aufstandes auf. Der bereits 1945 eingesetzte Gheorghiu-Dej konnte sich bis zu seinem Tod 1965 an der Spitze Rumäniens halten. Obwohl die sowjetischen Truppen 1958 Rumänien verließen, wurde das stalinistische Wirtschaftskonzept weitergeführt. Die forcierte Industrialisierung auf Kosten der Bauernschaft sollte nun der „rumänischen Unabhängigkeit“ dienen. Wegen der brutalen Methoden der Zwangskollektivierung gab es im Winter 1959/60 in einigen Ortschaften einen breiten Widerstand, der jedoch unter Einsatz von Gewalt beendet wurde. Zur Beruhigung der Bevölkerung kam es Ende 1956 zu Lohnerhöhungen und einer Verbesserung der Konsumgüterversorgung.

### Kronstädter Schriftstellerprozess 1959
Im Kronstädter Schriftstellerprozess (rumänisch: Procesul scriitorilor germani, der Prozess der deutschen Schriftstellergruppe) wurden 1959 die fünf siebenbürgisch-sächsischen Schriftsteller Wolf von Aichelburg, Hans Bergel, Andreas Birkner, Georg Scherg und Harald Siegmund angeklagt und verurteilt. Ihnen wurde vorgeworfen, eine systemfeindliche Vereinigung gebildet und regimefeindliche Literatur in Umlauf gebracht zu haben. Er ist der einzige Prozess der stalinistischen Zeit Rumäniens, der gegen eine Gruppe von Schriftstellern angestrengt wurde. Von Aichelburg erhielt 25 Jahre (entlassen 1964), Bergel 15 Jahre (entlassen 1964), Birkner 25 Jahre (entlassen 1964), Siegmund 10 Jahre (entlassen 1962) und Scherg 20 Jahre Zwangsarbeit (entlassen 1962).

### 1960er Jahre
In den 1960er Jahren drang kaum etwas über politischen Widerstand in Rumänien nach außen. 1964 wurde in Rumänien eine Amnestie ausgerufen, bei der alle politischen Gefangenen, mehr als 50.000, freigelassen wurden. Nicolae Ceaușescu wurde 1965 Generalsekretär der Kommunistischen Partei und fand in den Anfangsjahren seiner Herrschaft aufgrund seiner nationalistischen Kritik an der Sowjetunion Resonanz. Ceaușescu distanzierte sich zu dieser Zeit noch vom Personenkult und bezichtigte den vorangegangenen Parteichef sowie den gerade abgesetzten Innenminister Alexandru Drăghici „gewisser Übergriffe“.
Einige Personen wurden rehabilitiert. Auch gab es ab 1964 eine kulturelle „Periode politischen Tauwetters“. Als Ceaușescu sich 1968 weigerte an der Intervention gegen den Prager Frühling teilzunehmen, traten selbst viele Intellektuelle, die bis dahin dem System eher skeptisch gegenüberstanden, in die Partei ein. Unter ihnen war auch der Schriftsteller Paul Goma, an dessen Geschichte sich die vergebliche Hoffnung auf eine Entstalinisierung veranschaulichen lässt.

### Paul Goma
Goma war als Student im November 1956 verhaftet worden und hatte erst nach zwei Jahren Gefängnis und fünf Jahren Zwangsaufenthalt 1965 sein Studium wiederaufnehmen dürfen. Im August 1968 kam sein erstes Buch Das Zimmer von nebenan (rumänisch Camera de alături) in Rumänien heraus. Der bereits 1967 geschriebene Roman Ostinato, der sich mit dem Gefängnisleben und den Protestaktionen in Rumänien von 1956 auseinandersetzte, scheiterte an der staatlichen Zensur. Der Roman erschien allerdings 1971 in deutscher Sprache und wurde als „das Buch des rumänischen Solschenizyn“ auf der Frankfurter Buchmesse präsentiert. In der Folge verließen die Vertreter Rumäniens demonstrativ die Messe. Goma konnte danach in Rumänien nicht mehr veröffentlichen und verlor 1973 auch seinen Arbeitsplatz bei einer Zeitschriften-Redaktion. Er richtete mehrere Beschwerden an die zuständigen Behörden und wandte sich an ausländische Schriftsteller um Hilfe.
Goma hatte gehofft eine breite Protestbewegung gegen das Ceaușescu-Regime ins Leben zu rufen. Er sprach von „einem Rumänien, das von Rumänen besetzt ist“.
Jedoch erreichten erst 1977 Paul Gomas drei „Offene Briefe“ eine gewisse Resonanz im In- und Ausland, mit denen er an die Forderungen anderer osteuropäischer Menschenrechtsgruppen anknüpfte. Die Mitglieder der Charta 77 aus der Tschechoslowakischen Sozialistischen Republik (ČSSR), welche die Respektierung der Schlussakte der Konferenz über Sicherheit und Zusammenarbeit in Europa (KSZE) in Helsinki 1975 einforderten, waren gerade unter Druck geraten. Goma bekundete im Januar 1977 seine Solidarität in einem Offenen Brief an Pavel Kohout, worin er dem tschechischen Schriftsteller schrieb, dass „die ČSSR von den Russen und Rumänien nur von Rumänen okkupiert“ sei. Die Armut und der Terror seien aber gleich. In einem zweiten Brief wandte sich Goma direkt an Ceaușescu und forderte ihn auf, wie 1968 auch jetzt die Tschechen und Slowaken in ihrem Kampf gegen die russische Übermacht zu unterstützen. Gleichzeitig kritisierte er die Übergriffe des Geheimdienstes Securitate. Gomas Briefe wurden durch die rumänischen Sendungen von Radio Free Europe in Rumänien bekannt. Einige Zuhörer bekundeten durch Anrufe oder durch gesandte Nachrichten ihre Solidarität und Unterstützung, darunter auch erstmals technische Angestellte und Arbeiter.
Bald wurde Gomas Telefon blockiert, und nur von der Securitate beauftragte Anrufer erreichten noch den Anschluss. Anfang Februar verfassten Goma und acht Mitunterzeichner ein Schreiben an die in Belgrad tagende Konferenz der KSZE, worin sie die Respektierung der Menschenrechte verlangten. Rumänien hatte mit der Unterschrift unter die Schlussakte von Helsinki einen Kodex von garantierten Rechten akzeptiert, jedoch in der Praxis nicht umgesetzt. Ceaușescu hielt in Bukarest eine Brandrede gegen „Verräter“ und „Gekaufte“, jedoch ohne dabei Gomas Namen zu nennen. Da aber diese erste größere Protestaktion in Rumänien im Ausland mit Interesse verfolgt wurde, erklärte sich der im Zentralkomitee für Ideologie und Kulturfragen zuständige Corneliu Burtică am 22. Februar 1977 zu einem Gespräch mit Goma bereit. Er machte keine konkreten Zugeständnisse und stritt ab, dass Goma isoliert werden solle. Als bereits über Hundert Personen öffentlich ihre Unterstützung mit Gomas Brief an die Belgrader Konferenz bekundet hatten, versuchte Burtică noch einmal Goma zum Einlenken zu bewegen. Gleichzeitig hatte die Securitate einen Berufsboxer vor Gomas Wohnblock platziert, der ungewollte Besucher bei Goma verhinderte. Dennoch wuchs die Zahl der Unterstützer bis Ende März 1977 auf etwa 200 an. Anfang April begann die Securitate ihre Offensive. Einen der Unterstützer, der Psychiatrie-Professor Ion Vianu, wurde vor der Betriebsversammlung seines Instituts als „Bandit“ und „Legionär“ beschimpft, und wurde in der Folge entlassen. Viele Unterstützer wurden auf der Straße oder nach ihrer Verhaftung geschlagen. Wie Goma drohte die Securitate den Unterstützern des Offenen Briefes mit Mordanschlägen auf ihre Angehörigen, wenn sie ihre Unterschrift nicht zurückzögen. Einigen der Verhafteten wurde die Ausreise in den Westen angeboten, was viele auch akzeptierten.
Goma war über einen Monat in Haft und wurde anlässlich einer allgemeinen Amnestie für Strafgefangene zum Jahrestag der Unabhängigkeit Rumäniens im Mai entlassen. Er verließ Rumänien im November 1977. Da sich Goma in den darauffolgenden Jahren öffentlich zur Situation in Rumänien äußerte, bekam er auch in Paris von der Securitate Morddrohungen. 1983 offenbarte sich hierzu eine für einen Mordanschlag auf Goma angeheuerte Person dem französischen Geheimdienst. Das Beweisstück, ein mit einem hochwirksamen Gift präparierter Stift, veranlasste Staatspräsident François Mitterrand von seinem geplanten Staatsbesuch in Rumänien Abstand zu nehmen.

### Politische Zwangspsychiatrisierung

#### Pitești-Experiment
Unter der Herrschaft von Gheorghiu-Dej wurden von 1949 bis 1951 politische Gefangene durch die Securitate gezwungen einander zu foltern, zu töten oder zu kommunistisch orientierten Personen umzuerziehen. Dies wurde als „Pitești-Experiment“ bekannt.
Folter und Erniedrigung hatten den Zweck, die Persönlichkeit der Gefangenen zu zerstören. Die dazu dienenden Maßnahmen wurden vorwiegend von Mithäftlingen ausgeübt bzw. mussten von ihnen ausgeübt werden. Betroffen waren zunächst ausschließlich Studenten, später auch andere Häftlinge. Das letztendliche Ziel war es, einen „neuen Menschen“ zu schaffen, der entweder ein überzeugter Anhänger der kommunistischen Idee oder zumindest ein willenloses Werkzeug der Kommunistischen Partei sein sollte. Die heute als Pitești-Experiment bezeichneten Maßnahmen wurden in mehreren Gefängnissen Rumäniens durchgeführt, so auch in Gherla, Târgu Ocna und Ocnele Mari. Da die ersten und gravierendsten Vorkommnisse jedoch in der Haftanstalt von Pitești stattfanden, erhielt das Programm den Namen dieser Stadt.

#### Vasile Paraschiv
In den siebziger Jahren nahmen die Fälle zu, bei denen Menschen wegen ihres Regime-kritischem Verhaltens in psychiatrische Kliniken eingewiesen wurden. Durch den Fall des Arbeiters Vasile Paraschiv wurde diese Praxis, die sich damals auch in der Sowjetunion ausbreitete, im westlichen Ausland bekannt. Paraschiv war bereits 1946 in Ploiești in die Kommunistische Partei eingetreten und hatte bis 1963 keinerlei Zweifel am System gehegt. Damals wurde er mit seiner Frau und zwei kleinen Kindern aus der Wohnung ausgewiesen, da ein Oberleutnant der Polizei diese für sich beanspruchte. Das angerufene Gericht entschied zu Gunsten des Polizisten, was zur Verbitterung des Arbeiters führte und in ihm den Wunsch wachsen ließ im Oktober 1968 aus der Partei auszutreten.
In einem Offenen Brief an Ceaușescu schrieb er, dass die Beschlüsse der Partei nicht richtig umgesetzt würden. Als er diesen Brief im Betrieb vorlesen wollte, wurde er durch die Direktion daran gehindert. Im Juli 1969 wies die Polizei ihn zum ersten Mal in eine psychiatrische Klinik ein. Bei dieser gezielten Aktion wurden gleichzeitig zwischen 80 und 100 Personen eingeliefert mit dem Ziel kritische Geister mundtot zu machen. Paraschiv trat in einen Hungerstreik und wurde nach fünf Tagen entlassen.
Als er danach die rechtliche Grundlage seiner Einlieferung in die Psychiatrie ermitteln wollte, wurde er überall abgewiesen. Auch seine Vorschläge, wie die Arbeit der Gewerkschaften demokratisiert werden könnte, wurden von den angeschriebenen Redaktionen und der Parteiführung ignoriert. 1976 wurde Paraschiv erneut in einer psychiatrischen Anstalt isoliert, weil er Kontakt mit einem Mitglied einer verbotenen sozialdemokratischen Vereinigung aufgenommen hatte. Außerdem war ein Brief von ihm an Radio Free Europe abgefangen worden. Er musste 23 Tage mit Schwerkranken in der Psychiatrie verbringen; im Entlassungsschein wurde ihm Paranoia attestiert. Die Securitate drohte bei weiteren Kontakten mit Staatsfeinden mit einer noch härteren Behandlung. Als im Februar 1977 Gomas erster Offener Brief von Radio Free Europe verlesen wurde, versuchte Paraschiv, Goma in Bukarest zu besuchen. Dabei wurde er geschlagen und vorübergehend verhaftet. Bei einem weiteren Versuch wurde er im April 1977 in Gomas Wohnung festgenommen. Danach wurde er wieder 45 Tage lang in einer psychiatrischen Anstalt festgehalten. Der Staatsanwalt von Ploiești beantragte nun seine „endgültige Internierung“. Als achtzehn Arbeiter aus seinem Betrieb positive Gegendarstellungen zu seinem Fall schrieben, wurden auch sie bedroht. Offenbar in der Hoffnung, dass Paraschiv nicht mehr zurückkehren würde, genehmigte man ihm Ende 1977 eine Auslandsreise. Nachdem er sich von acht französischen Psychiatern untersuchen lassen hatte, und diese keine Anzeichen einer Krankheit feststellten, konnte er glaubwürdig auf den Missbrauch der Psychiatrie für politische Zwecke in Rumänien hinweisen.
Im April 1978 trat er zusammen mit russischen, tschechischen und polnischen Dissidenten für die Unterstützung der neugegründeten russischen Freien Gewerkschaft auf. Beim ersten Versuch nach Rumänien zurückzukehren wurde er noch abgewiesen. Durch öffentlichen Druck kehrte er im Juni 1978 in das Land zurück und trat erst wieder als ein Mitglied der in Rumänien 1979 gegründeten Sindicatul Liber al Oamenilor Muncii din România (SLOMR, deutsch Freie Gewerkschaft der Werktätigen von Rumänien) in Erscheinung. Nach deren Unterdrückung war ein Kontakt mit ihm nicht mehr möglich, da seine Wohnung ständig von Polizeikräften abgeschirmt wurde.

### Bergarbeiterstreik im Schiltal 1977

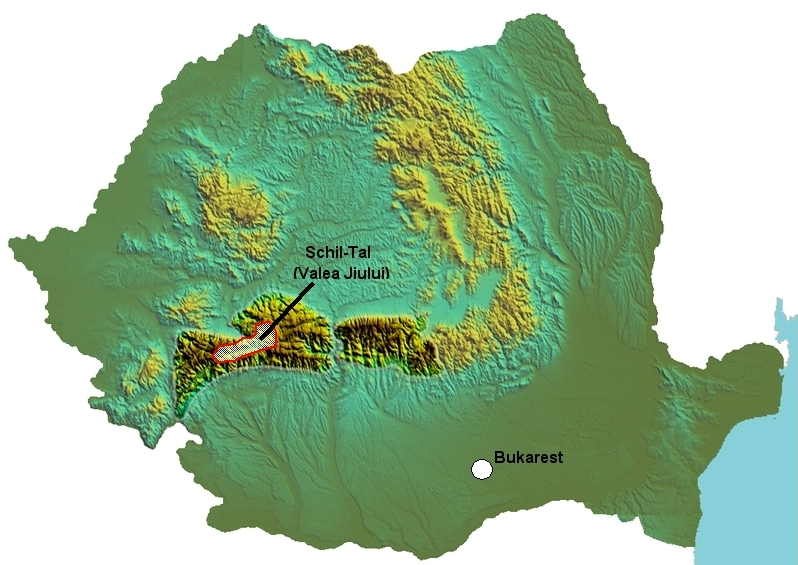
Das Schiltal (rum. Valea Jiului) im Südwesten Rumäniens

Im Juni und Juli 1977 kam es in mehreren Großbetrieben von Bukarest, Galați, Pitești, Craiova und Brașov bereits zu Unruhen. Anfang August 1977 ereigneten sich die größten Arbeiterproteste in Rumänien vor Dezember 1989. Im Schiltal, wo etwa 60 % der rumänischen Kohlevorräte lagerten, sollen etwa 35.000 Bergarbeiter an dem Streik beteiligt gewesen sein. Anlass waren die im Juli angekündigten Veränderungen der Sozialgesetzgebung, durch die das Krankengeld und andere soziale Leistungen eingeschränkt wurden. Die den besonderen Belastungen der Bergarbeiter Rechnung tragenden Sonderbedingungen sollten abgeschafft werden, so sollte die Dauer einer Arbeitsschicht von sechs auf acht Stunden und das Mindestrentenalter von 50 auf 55 Jahre angehoben werden. In Lupeni versammelten sich am 1. August spontan Arbeiter zum Protest, die bald Unterstützung aus den Bergwerken der Umgebung wie Uricani, Vulcan, Bărbăteni, Paroșeni, Aninoasa, Livezeni, Dâlj, Petrila und Lonea bekamen. Die Bergarbeiter hielten drei Tage lang das Betriebsgelände besetzt und verlangten Verhandlungen mit Ceaușescu. Die Menge wich auch nicht nach dem Einsatz von den auf sie gerichteten Wasserspritzen der Feuerwehr. Die Politbüro-Mitglieder Ilie Verdeț und Gheorghe Pană trafen am 2. August vor Ort ein, jedoch schenkten die Bergarbeiter ihren Versprechungen keinen Glauben. In der Folge brach Ceaușescu seinen Urlaub am Schwarzen Meer ab und reiste am 3. August nach Lupeni. Mit seiner ruppigen Ansprache beschimpfte Ceaușescu die Bergarbeiter zuerst, versprach dann aber mit seinem „Ehrenwort“, auf ihre Forderungen eingehen zu wollen. Er sagte: „Seid brave Leute und geht wieder zur Arbeit, denn sonst werden wir zertreten“. 22 Bergarbeiter erläuterten in einem an den Direktor von Radio Free Europe gerichteten Brief, dass damit eine mögliche Intervention der Sowjetunion gemeint war. Sie verwiesen dabei auf Ceaușescus anschließenden Arbeitsbesuch bei Leonid Breschnew, Parteichef der KPdSU.
Anfänglich entstand der Eindruck, als ob Ceaușescu Wort halten würde. Die tägliche Arbeitszeit der Bergarbeiter wurde auf sechs Stunden festgelegt und das Angebot an Lebensmitteln verbessert. Gleichzeitig wurden jedoch Militäreinheiten in die Grubenorte verlegt und das Schiltal zum „geschlossenen Gebiet“ erklärt, in das Reisen nur mit Sondergenehmigung möglich waren. Die Securitate infiltrierte die Grubenverwaltung und begann mit Ermittlungen gegen die „Drahtzieher“ des Protestes. Im September 1977 kamen die Sprecher der Streikenden, der Ingenieur Jurca und der Brigadechef Ioan Dobre, durch angebliche Autounfälle ums Leben. Die Bergarbeiter sandten Delegierte nach Bukarest, um bei Ceaușescu wegen der Nichteinhaltung der Versprechen zu protestieren. Sie erhielten allerdings keine Audienz und verloren danach ihre Arbeitsplätze. Im Oktober fanden erneut Streiks statt, doch diesmal waren die Sicherheitskräfte gut vorbereitet und konnten die Unruhen schnell unterdrücken. Gemäß Angaben von Bergarbeitern wurden etwa 4000 Kollegen samt Familien gezwungen in ihre Heimatgemeinden zurückzukehren. Zu den 22 Bergarbeitern, die sich zur Unterstützung an Radio Free Europe gewandt hatten, konnte Amnesty International ermitteln, dass sie in der Folge ihren Unterhalt an den neu zugewiesenen Arbeitsplätzen zumeist nur als unqualifizierte Arbeiter verdienen konnten.

### Gründung „Freier Gewerkschaften“ 1979
In den Jahren 1978 und 1979 kam es zu einer größeren Welle von Solidarität in Rumänien. Radio Free Europe berichtete zu dieser Zeit verstärkt über die Menschenrechtsbewegung in der ČSSR und die „Freien Gewerkschaften“ in Polen und Russland. In Anlehnung an eine Organisation der tschechoslowakischen Dissidenten wurde im November 1978 in Brașov der „Verein zur Verteidigung der zu Unrecht Verfolgten“ gegründet. Ende Februar 1979 folgte die Gründung der „Freien Gewerkschaft der Arbeiter Rumäniens“ (Sindicatul Liber al Oamenilor Muncii din România, SLOMR) durch fünf Bukarester Intellektuelle sowie fünfzehn Arbeiter und Arbeiterinnen aus Drobeta Turnu Severin.
Die Gewerkschaft forderte bessere Arbeitsbedingungen sowie die Abschaffung der unbezahlten Pflichtüberstunden und der Privilegien der Parteifunktionäre. Nach der Sendung des Gründungsaufrufs bei Radio Free Europe meldeten sich sofort Unterstützer. Unter ihnen waren auch der bereits genannte Arbeiter Vasile Paraschiv, sowie andere Unterstützer des Protests Paul Gomas von 1977, so zum Beispiel der Englischlehrer Nicolae Dascălu. Im März verkündete der Fräser Virgil Chender eine Sammlung von 1.487 Unterschriften aus dem Kreis Mureș und schlug als Erweiterung der Forderungen die freie Wahl des Arbeitsplatzes, keine Beschränkungen der Bauern beim Verkauf ihrer Produkte sowie die Abschaffung des Terrors und der Zwangspsychiatrisierung vor. Ende April hatte die Gewerkschaft SLOMR bereits mehr als 2000 Mitglieder im ganzen Land, und ihre Reihen wuchsen bis Juli 1979 weiter an.
Während sich die Securitate im März noch wegen des Staatsbesuches des französischen Staatspräsidenten Valéry Giscard d’Estaing zurückgehalten hatte, ging sie im April massiv gegen die Bewegung vor. Alle namentlich bekannten Unterstützer wurden verhaftet und wegen „Parasitismus“ oder anderer Anschuldigungen verurteilt. Zwei auch im Ausland bekannte SLOMR-Sprecher, der Arzt Ionel Cană und der Volkswirt Gheorghe Brașoveanu wurden in psychiatrische Anstalten eingewiesen. Der orthodoxe Theologe Gheorghe Calciu-Dumitreasa war bereits zwischen 1948 und 1964 inhaftiert worden und hatte 1978 seine Stellung als Professor am Theologischen Seminar in Bukarest verloren; nun erhielt er mit zehn Jahren Gefängnis die höchste Strafe unter den Unterstützern. Zusätzlich beschuldigte ihn die Securitate, sich in seinen Predigten gegen die atheistische Propaganda des Staates gewandt zu haben. Als westliche Menschenrechtsorganisationen die kirchlichen Würdenträgern Rumäniens aufforderten sich für den Theologen zu engagieren, behauptete Erzbischof Nicolae, dass Calciu-Dumitreasa nicht wegen des Inhalts seiner Predigten angeklagt worden sei, vielmehr habe er sich „durch seine politische Tätigkeit aus unseren Reihen sowohl als Pfarrer als auch als Bürger ausgeschlossen“. Aufgrund des ausländischen Drucks musste der Pater seine Haftstrafe nicht gänzlich verbüßen; er wurde 1984 entlassen und konnte in den Westen ausreisen.
Nach einem Treffen mit den SLOMR-Gründungsmitgliedern im Februar 1979 in Bukarest rief Carl Gibson zusammen mit 16 weiteren Sympathisanten in Timișoara eine regionale Freie Gewerkschaft ins Leben. Zu der Gruppe gehörten die Brüder Erwin und Edgar Ludwig aus Nerău sowie Fenelon Sacerdoțeanu, der die Präsidentschaft übernahm. Am 4. April 1979, nachdem das Radio Freies Europa den Namen von Carl Gibson als Kopf der Regionalgruppe der freien Gewerkschaft SLOMR verlesen hatte, musste dieser zusammen mit Erwin Ludwig ohne Prozess und ohne Verteidiger sechs Monate Gefängnishaft in der Anstalt Popa Şapcă in Timișoara wegen der „Gründung einer Organisation mit antisozialistischem Charakter“ verbüßen. Nach seiner Ausreise in die Bundesrepublik Deutschland setzte sich Gibson weiter für demokratische Strukturen in Rumänien ein und trat als Sprecher der SLOMR im Westen auf. Im Rahmen einer vom internationalen Gewerkschaftszusammenschluss Confederation Mondial du Travail World Confederation of Labour initiierten Untersuchung der Internationalen Arbeitsorganisation (ILO) wurde unter anderem auch Carl Gibson als Kronzeuge angehört. Die Untersuchung, in der die rumänische Regierung beschuldigt wurde, die von ihr ratifizierten Abkommen über allgemeine Bürgerrechte und gewerkschaftliche Freiheiten nicht respektiert zu haben, zog sich von 1981 bis 1984 hin und führte zur Freilassung langjährig verurteilter Gewerkschaftsgründer.
Ceaușescu bezichtigte im Oktober 1979 die „imperialistische Welt, Aktionen gegen die Einheit der Arbeiterklasse zu initiieren“. Dennoch wurde der Unruhe insoweit Rechnung getragen, dass die Planwirtschaft für 1981 höhere Investitionen in den Konsumbereich und den Agrarsektor vorsah als in den Vorjahren.

### Proteste der nationalen Minderheiten

#### Deutsche Minderheit
Aus der deutschen Minderheit der Banater Schwaben entstand 1972 eine kleine Studentengruppe, die sich Aktionsgruppe Banat nannte. Sie beschäftigte sich hauptsächlich mit Literatur und blieb anfangs unbehelligt. Erst als Ceaușescu am 11. Parteikongress 1974 die Existenz einer einheitlichen sozialistischen Nation proklamierte und die Politik der „ethnischen Homogenisierung“ begann, geriet sie unter zunehmenden Druck. Im Herbst 1975 wurden Gerhard Ortinau, William Totok und Richard Wagner sowie der Bukarester Literaturkritiker Gerhardt Csejka unter dem Vorwand der versuchten Grenzflucht verhaftet. Als warnendes Beispiel sollte William Totok wegen „antisozialistischer Einstellung“ und „Verbreitung faschistischer Schriften“ angeklagt werden. Da sich für Totok Freunde im Westen einsetzten, wurde er nach acht Monaten Untersuchungshaft entlassen. Danach musste er sich einige Monate in der „Produktion“ bewähren, bevor er weiterstudieren konnte. Da die Aktionsgruppe Banat mit den angepassten Vertretern der deutschen Minderheit im Banat nicht im Einklang stand, war mit einer breiteren Unterstützung nicht zu rechnen. Der Protest der kleinen Gruppe gegen die Drangsalierung ihrer Mitglieder verhallte ebenso wie der gegen die Streichung deutscher Rundfunksendungen in Timișoara. Die deutschen Zeitungen in Rumänien berichteten über die Proteste der Timișoaraer Schriftsteller erst nach dem Sturz Ceaușescus.

Johann Lippet
Gerhard Ortinau
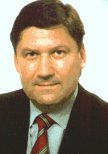
Anton Sterbling
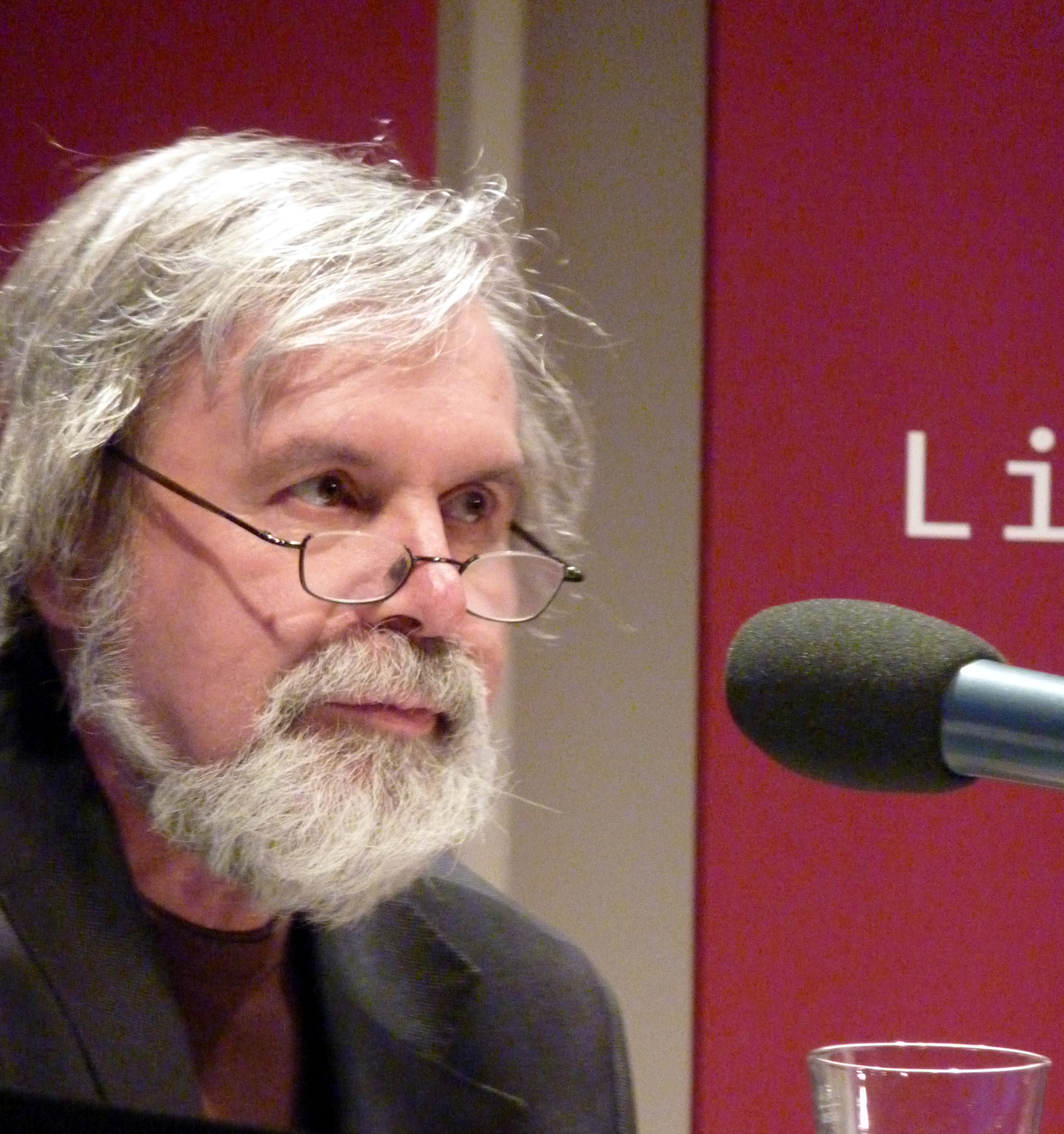
Richard Wagner
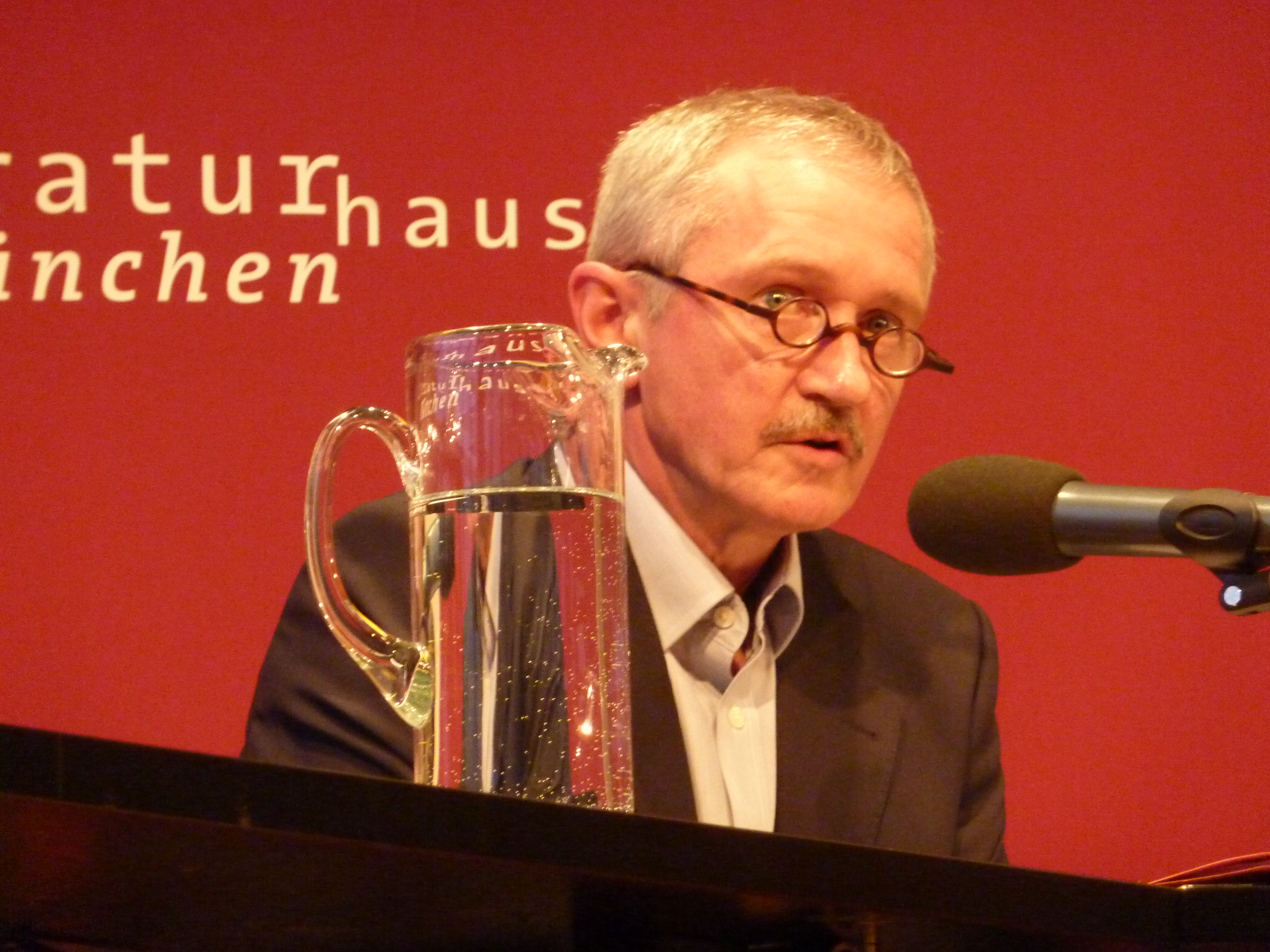
Ernest Wichner
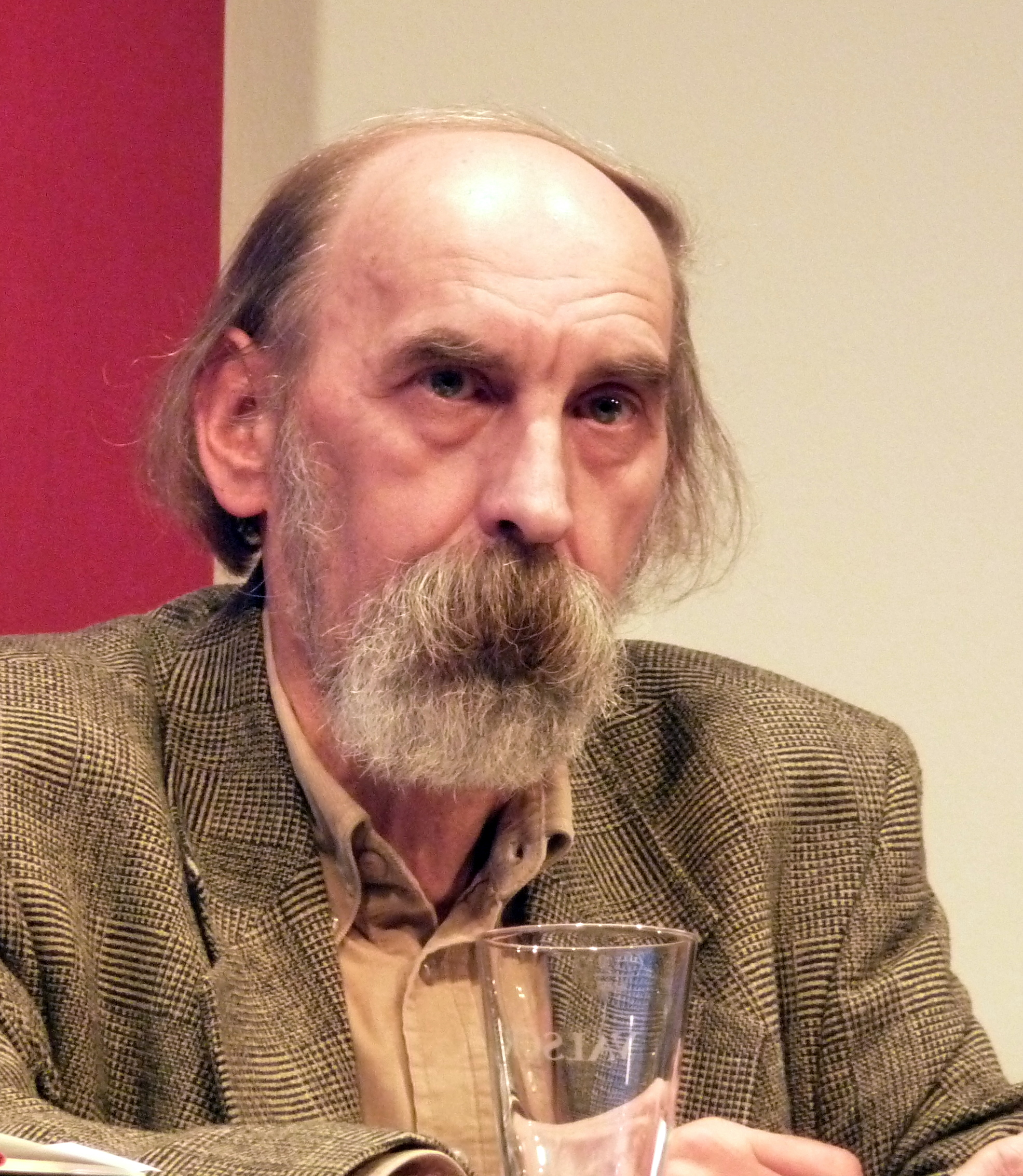
William Totok

#### Ungarische Minderheit
Während die deutsche Minderheit 1977 nur noch 1,6 Prozent der Gesamtbevölkerung betrug, waren es nach rumänischen Angaben bei den Ungarn 7,9 Prozent. Ungarische Dissidenten fanden bei dieser einen weitaus bedeutenderen Teil der Gesamtgesellschaft stellenden Minderheit Rückhalt.
Károly Király aus Târgu Mureș – bis 1972 Politbüro-Mitglied und 1975 im Zentralkomitee (ZK) der Rumänischen Kommunistischen Partei (rumänisch: Partidul Comunist Român) – schrieb im Herbst 1977 mehrere Offene Briefe, in denen er gegen die Verschlechterung der Lage der ungarischen Minderheit protestierte. Bis zur Veröffentlichung seiner Briefe im Ausland Anfang 1978 bekleidete er die Position des Vizepräsidenten des Werktätigenrates der ungarischen Nationalität.

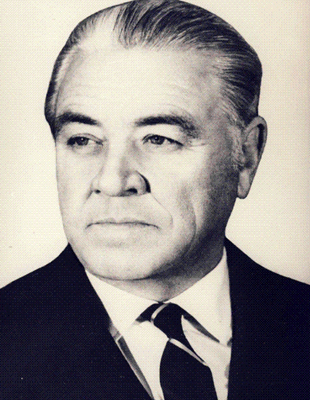
Ion Gheorghe Maurer
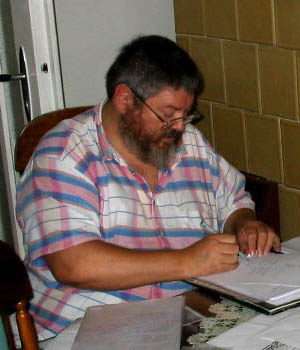
Géza Szőcs

Der erste, noch sehr zurückhaltend formulierte Brief richtete sich an das ungarische Politbüro-Mitglied Fazekas und der nachfolgende kritischere an János Vincze, der im Zentralkomitee die ungarische Nationalität vertrat. Király beklagte, dass seine Vorschläge zur Verbesserung der Lage der Minderheiten von den zuständigen Parteiorganen ignoriert würden und verlangte, dass im Politbüro über seine Briefe diskutiert würde. Die 1967 eingerichteten Nationalitätenräte seien zu einem Propagandainstrument zur Täuschung des Auslandes verkommen. Da sie bloß beratenden Charakter hätten, würden ihre Vorschläge zumeist in den Ablagen enden. Die Lage der Minderheiten habe sich in den letzten Jahren immer weiter verschlechtert, so wäre das Bildungswesen in den Minderheitensprachen seit 1976 stark beschnitten worden. In Orten mit mehrheitlich ungarischer Bevölkerung würden oft Rumänen ohne Kenntnisse der ungarischen Sprache als Bürgermeister oder Parteisekretäre eingesetzt, auch verstünden viele Betriebsleiter nicht die Sprache der Mehrheit der Belegschaft. Seit 1975 seien alle ungarischen Ortsschilder verschwunden.
Die Parteiführung reagierte auf diese Briefe im Oktober 1977 mit einer Vorladung vor die Disziplinar-Abteilung des ZK, in der Király nach seinen „Kollaborateuren“ befragt wurde. Er gab an, die Briefe allein geschrieben zu haben, doch würden viele seine Ansichten teilten. Darauf entließ man ihn mit der Anweisung, solche Leute zu benennen. Király fand Unterstützung durch den 1974 in den Ruhestand versetzten ehemaligen Ministerpräsidenten Ion Gheorghe Maurer, den Direktor des Verlages Editura Kriterion, Géza Domokos, sowie einige Universitätsprofessoren, Theaterdirektoren, Journalisten und Ärzte. Trotzdem wurde er von seinen Funktionen enthoben und unter Polizeiaufsicht gestellt. Als die Briefe im Frühjahr 1978 im westlichen Ausland erschienen, wurde Király verhaftet und danach samt Familie für einige Zeit isoliert. Im Mai 1978 bemerkte Ceaușescu bei der Plenartagung des Werktätigenrates der deutschen und ungarischen Nationalität, dass „reaktionäre Kräfte“ die Minderheiten zu einem Bruderkrieg gegen die Rumänen aufhetzen wollten. Trotz seiner Isolierung gelang es Király auch später sich zu Wort zu melden. Er unterzeichnete in den 1980er Jahren als erster einen von den Schriftstellern Géza Szőcs und Dorin Tudoran formulierten Appell an die Vereinten Nationen, von denen sie die Bildung einer Kommission für Minderheitenprobleme forderten, die sich auch mit der Lage in Rumänien beschäftigen sollte.
Géza Szőcs, Attila Ara-Kovács und Károly Tóth gaben zwischen 1981 und 1982 die erste ungarischsprachige Samisdat-Publikation in Rumänien mit dem Namen Ellenpontok (deutsch Knotenpunkte) in neun Ausgaben heraus. Im November 1982 wurden einige an der Verbreitung der Zeitschrift beteiligten Ungarn in Miercurea Ciuc festgenommen. Ara-Kovács und Tóth konnten am Ende ihrer Haftzeit nach Ungarn ausreisen. Szőcs verblieb bis 1986 in Rumänien, jedoch wurde sein Freundeskreis auch noch nach seiner Ausreise observiert und schikaniert. Aufgrund dieses Bruchs des staatlichen Informationsmonopols erschien 1983 ein Dekret, das die Besitzer von Schreibmaschinen einer strikten Kontrolle durch die Miliz unterwarf.
Auch der Widerstand gegen Ceaușescus Programm zur Systematisierung war von ungarischer Seite am stärksten ausgeprägt. Die Ortschaften, welche die Behörden als „nicht entwicklungsfähig“ eingestuft hatten, sollten in Ackerfläche umgewandelt werden. Während viele rumänische Bauern in die Wohnblocks der nächsten größeren Ortschaft umgesiedelt wurden, protestierten die Ungarn bereits vehement gegen die Planung, da die Zerstörung ungarischer Dörfer für sie zumeist auch erzwungene Assimilation in rumänisch-dominierte Ortschaften bedeutet hätte. Dieser Kampf wurde aus Ungarn breit unterstützt. Im Juni 1988 nahmen 25.000 Personen an einer von den Dissidenten organisierten Kundgebung vor der rumänischen Botschaft in Budapest teil. Hierbei handelte es sich um die größte nicht staatlich gelenkte Protestaktion im Land seit 1956.

### Proteste in den 1980er Jahren
Trotz anhaltender Repression kam es auch in den 1980er Jahren zu weiteren Arbeiterprotesten. Im Februar 1981 breiteten sich Unruhen in einem Walzwerk und einer chemischen Fabrik von Bukarest sowie in den petrochemischen Betrieben von Ploiești und Pitești aus. Im Oktober 1981 streikten die Bergarbeiter im Gebiet der Stadt Motru. Über diese Proteste und ihre Unterdrückung ist bis heute wenig bekannt.

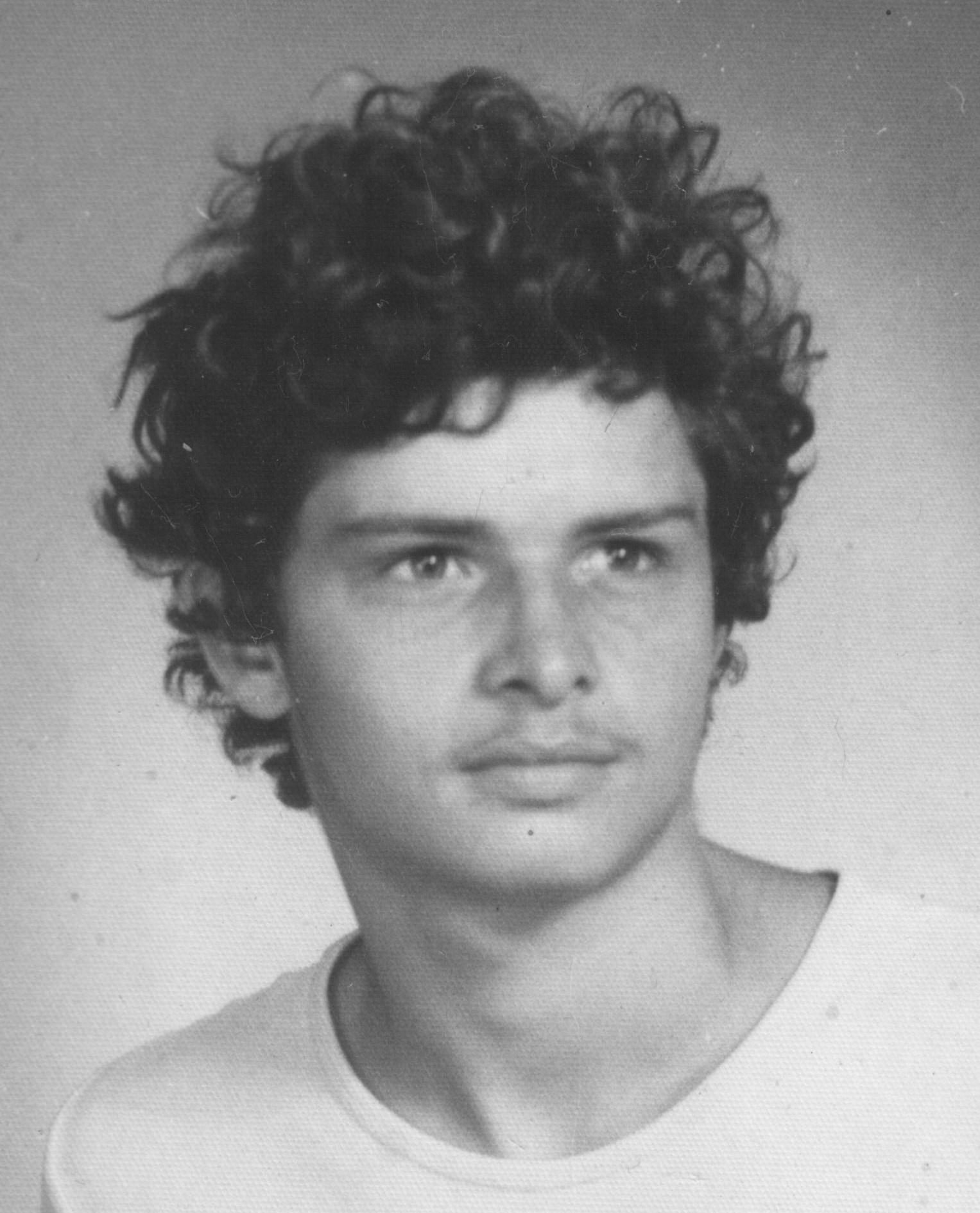
Radu Filipescu, 1981

Während die Proteste aus den Reihen der Minderheiten zumeist von einer Gruppe Intellektueller getragen wurden, kritisierten einige rumänische Intellektuelle das System bis 1989 eher individuell. Die Literaturwissenschaftlerin Doina Cornea aus Cluj-Napoca schilderte, wie sich selbst gute Freunde und Verwandte nach ihren ersten „Problemen mit der Securitate“ zurückzogen. Sie verlor 1983 aufgrund eines kritischen Briefes an Radio Free Europe ihre Stelle an der Babeș-Bolyai-Universität Cluj. 1987 war sie fünf Wochen in Untersuchungshaft, weil sie unmittelbar nach den Arbeiterunruhen von Brașov alleine 160 Flugblätter verteilt hatte. Erst 1988 unterzeichneten der Arbeiter Iulius Filip, der Arzt Dumitru Alexandru Pop, der Dichter Teohar Mihadaș, der Maler Isaiah Vâtcă sowie die Lehrer Gina und Dan Sâmpleanu Corneas Kritik an der Systematisierung. Einige Unterzeichner wurden bei Verhören geschlagen. Cornea stand bis Dezember 1989 unter Hausarrest. Einen Besuch des britischen Botschafters Arbuthnott in Corneas Wohnung versuchte die Securitate handgreiflich zu verhindern.
Im Mai 1983 verteilte der junge Ingenieur Radu Filipescu selbstgedruckte Flugblätter in Bukarester Briefkästen. Darin forderte er die Empfänger auf, ihren Protest gegen Ceaușescu dadurch Ausdruck zu geben, indem sie sonntags an einem bestimmten Ort zwei Stunden lang spazieren gehen. Filipescu wurde von der Securitate dingfest gemacht und zu zehn Jahren Haft verurteilt. Sein Vater, ein bekannter Arzt, versuchte kurz danach „heimlich“ prominente Persönlichkeiten zu kontaktieren, um sie zu einer regimekritischen Aktion zu überreden, was jedoch scheiterte.
Im Gefängnis von Aiud lernte Radu Filipescu andere Personen kennen, die ebenfalls Flugblätter hergestellt hatten. Aufgrund des Drucks aus dem Ausland wurde Filipescu nach drei Jahren Gefängnis vorzeitig entlassen. Als er im Dezember 1987 erneut Flugblätter verteilte und einem französischen Fernsehteam ein Interview gab, reagierte die Securitate gereizt. Diesmal wurde er während des Verhöres geschlagen. Nachdem sich der damalige französische Premierminister Jacques Chirac für Filipescu und die wegen derselben Fernsehsendung verhaftete Doina Cornea eingesetzt hatte, wurden beide freigelassen.
1983 entstand eine neue Protestgruppe mit dem Namen „Bewegung für Freiheit und soziale Gerechtigkeit“. Ihr Initiator Dumitru Iuga wurde zu zwölf Jahren Gefängnis verurteilt, seine Helfer zu fünf Jahren. 1985 verlangte die „Demokratische Rumänische Aktion“ politische und ökonomische Reformen.
In den 1980er Jahren gab es immer wieder neue Proteste, obwohl die Initiatoren oft mit brutalsten Mitteln mundtot gemacht wurden. Bei im Ausland unbekannten Personen benutzte die Securitate Foltermethoden, obwohl sich Rumänien durch die Unterschrift von internationalen Verträgen verpflichtet hatte, keine Gewalt gegenüber Gefangenen anzuwenden. Es kam auch zu Todesfällen bei Vernehmungen wie im Fall des Ingenieurs Gheorghe Ursu, der im Januar 1985 wegen Denunziation verhaftet wurde. Die Securitate konfiszierte sein persönliches Tagebuch, in dem er sich kritisch über Rumäniens Innen- und Außenpolitik geäußert hatte. Ursu starb im Dezember 1985 aufgrund innerer Verletzungen in der Krankenabteilung des Gefängnisses in Jilava. Der Ingenieur Ion Puiu unterzeichnete im Oktober 1986 eine gemeinsame Erklärung von Dissidenten aus Ungarn, Polen und der ČSSR zum Jahrestag der Revolution von 1956. Bei den folgenden Verhören wurde er geschlagen. Der Arbeiter Paraschiv berichtete nach Ceaușescus Sturz, dass ihn die Securitate seit 1979 von der Außenwelt isoliert und mehrmals krankenhausreif geschlagen hatte.
Immer wieder flammten auch kurze Arbeiterproteste auf, so 1982 in einem LKW-Werk von Brașov, 1985 in Timișoara, 1986 in Cluj-Napoca, Arad und Turda. Die größten Ausschreitungen seit den Bergarbeiterstreiks von 1977 ereigneten sich im November 1987 beim Aufstand von Brașov; wiederum eine spontane Aktion. Die Parteifunktionäre hatten geplant, dass die Arbeiter des Lastkraftwagen-Kombinats Intreprinderea Autocamionul Brașov „Steagul Roșu“ (deutsch Rote Fahne) direkt von der Schicht geschlossen an den Kommunalwahlen teilnehmen sollten. Schon beim Umzug zum Wahllokal skandierten die wütenden Arbeiter gegen Ceaușescu gerichtete Parolen. Dort angekommen stürmten etwa 4000 Personen das Parteigebäude. Bilder von Ceaușescu und Propagandamaterial wurden verbrannt und die „Kostbarkeiten aus der Parteikantine“ geplündert. Am Nachmittag gelang es den Sicherheitskräften den Aufruhr zu ersticken, noch bevor die Nachrichten über den Aufstand in andere Städte dringen konnten. Erst Wochen später, als die Repression voll durchgriff, wurde kurz über sogenannte „Rowdys“ und „Vandalismus“ berichtet. Im Dezember 1987 sollen auch Dockarbeiter in Constanța gestreikt haben, doch blieben die Einzelheiten bisher unbekannt.
Im Vorfeld zu den Revolutionen im Jahr 1989 versuchte die Securitate überall präsent zu sein. Sie konnte allerdings nicht verhindern, dass der erwähnte Radu Filipescu zusammen mit sechs anderen aus dem Gefängnis Aiud entlassenen politischen Häftlingen im Mai 1988 die Gewerkschaft „Libertatea“ (deutsch Freiheit) gründete und deren Forderungskatalog ins Ausland gelangte. Ende 1988 begannen drei Bukarester Journalisten und ein Drucker, die Herausgabe einer illegalen Zeitung vorzubereiten. Zwar konnte die Securitate die Gruppe um Petre Mihai Băcanu beim Drucken der ersten Seite festnehmen. Nach vier Monaten kamen alle außer Băcanu frei; ihm wurden nun „illegale Geschäfte“ vorgeworfen.
Im März 1989 meldete sich auch Widerstand aus den Reihen der Kommunistischen Partei. Eine Gruppe von sechs Altkommunisten hatte einen Protestbrief an Ceaușescu gerichtet, in dem sie verlangte, dass er die Vereinbarungen der Schlussakte von Helsinki respektieren sowie auf das Systematisierungprogramm und die Lebensmittel-Exporte verzichten solle. Der Brief erregte im Ausland großes Aufsehen, da die Unterzeichner einstmals hohe Positionen bekleidet hatten. Sie wurden verhört und bedrängt, sich von ihrem Brief zu distanzieren. Danach standen sie unter Hausarrest. Von der Außenwelt abgeschnitten wurde ebenfalls der Schriftsteller Mircea Dinescu, nachdem die französische Zeitung Libération im März 1989 ein kritisches Interview mit ihm publiziert hatte.

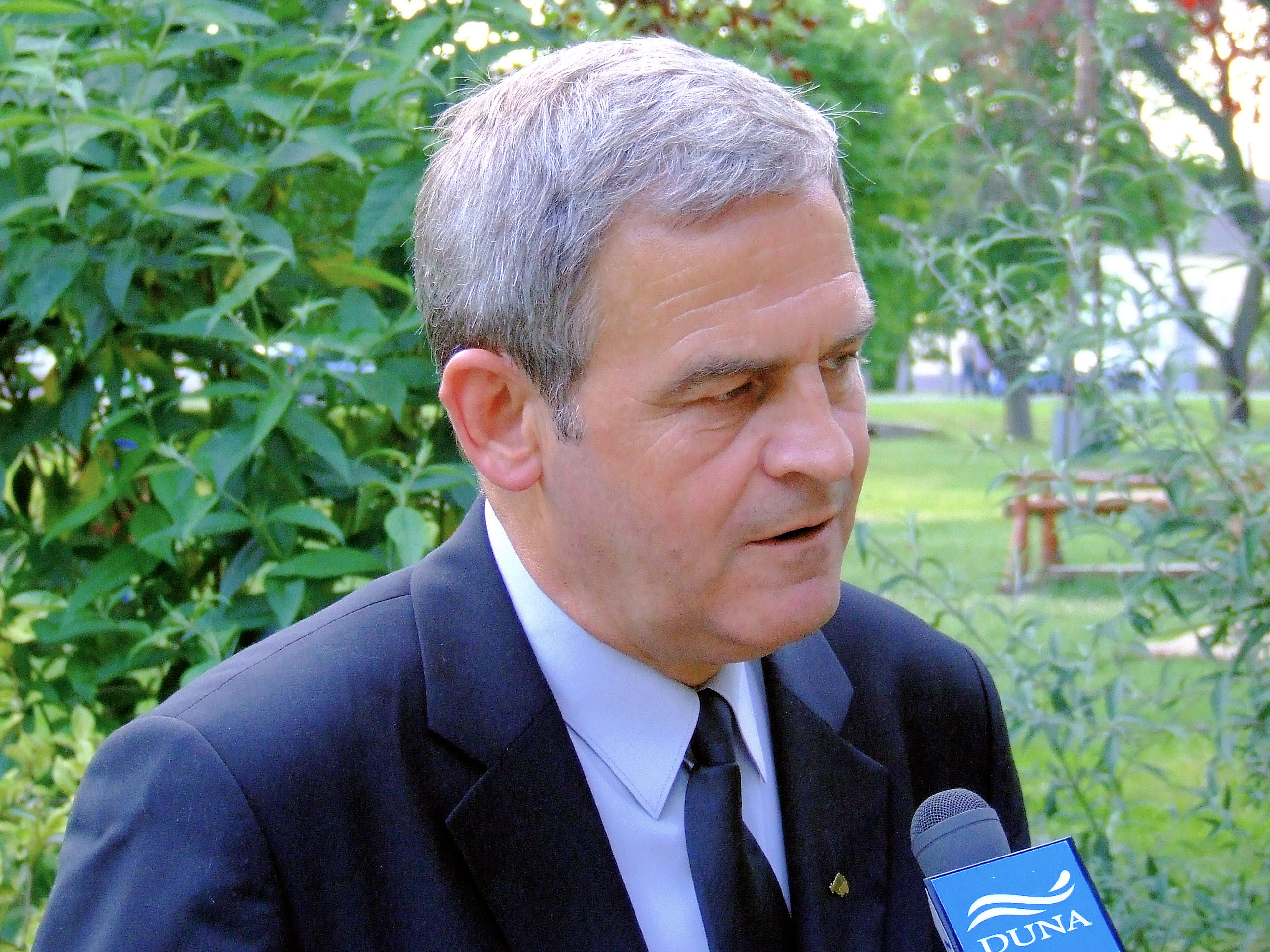
László Tőkés, 2007

Obwohl die Massenproteste in Osteuropa im Spätherbst 1989 die kommunistischen Führungen mit Ausnahme von Albanien in die Defensive gedrängt hatten, blieb es bis Mitte Dezember 1989 in Rumänien ruhig. Am 14. Dezember tauchten zwar in Iași Flugblätter auf, die zu Protestversammlungen aufriefen, jedoch war der Versammlungsplatz von der Securitate weiträumig abgeschirmt worden. Angesichts eines drohenden Blutbades traten die Autoren des Aufrufs nicht in Aktion. Der Funke der Rumänischen Revolution 1989 sollte von einigen Mitgliedern der ungarischen reformierten Gemeinde in Timișoara ausgehen, welche die Zwangsversetzung ihres Pastors László Tőkés verhindern wollten. Seit dem 13. Dezember wichen sie trotz der ständigen Belagerung der Securitate nicht von dessen Haus.
Am 16. Dezember griff der Protest auf die Stadtbevölkerung über, und die von der Securitate zurückgedrängten Demonstranten begannen sich zur Wehr zu setzen. Erst das harte Vorgehen von Securitate und Armee, die Panzerfahrzeuge einsetzten, und besonders die Schüsse auf einige Kinder, welche mit Kerzen protestierten, ließen den Zorn breiter Schichten aufflammen. An den Totenlisten lässt sich ersehen, dass es auch in Bukarest am 21. und 22. Dezember hauptsächlich Jugendliche waren, die den Panzerfahrzeugen trotzten. Es gab in Rumänien keine Organisation von Dissidenten, welche die weitere Entwicklung nach der Flucht, dem Sturz und der Hinrichtung Nicolae Ceaușescus und seiner Frau Elena hätte beeinflussen können. Die meisten Personen, deren Widerstandsaktionen geschildert wurden, lernten sich persönlich erst in dem neugeschaffenen Rat der Front zur Nationalen Rettung kennen. Nachdem sie dieser Organisation durch ihre Namen Glaubwürdigkeit verschafft hatten, wurden sie jedoch von den neuen Machthabern bald in den Hintergrund gedrängt.
Monica Lovinescu, die ab 1964 mit zwei Sendungen pro Woche über Radio Free Europe zum Aufbau eines inneren Widerstands in Rumänien gegen das Ceaușescu-Regime beigetragen hatte, begleitete die Revolution von Frankreich aus als Radiomoderatorin.

## Gedenken

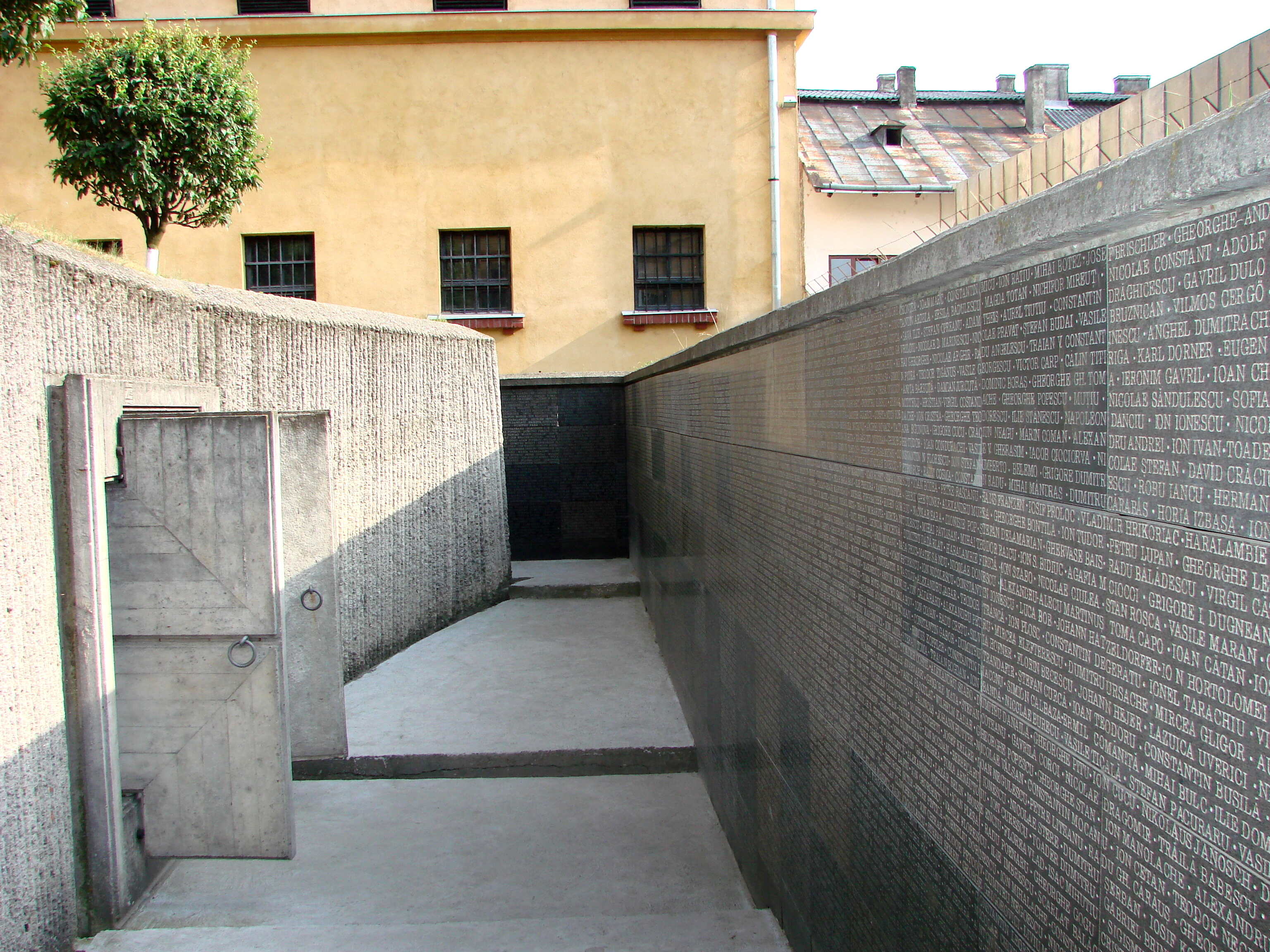
Memorial Sighet, Gedenkmauer mit den Namen der ehemaligen politisch Inhaftierten

Das Memorial Sighet ist eine Gedenkstätte für die Opfer des Kommunismus und des antikommunistischen Widerstands in Rumänien. Die Gedenkstätte befindet sich in Sighetu Marmației, im äußersten Norden Rumäniens, unmittelbar an der Grenze zu der heutigen Ukraine (in der kommunistischen Zeit an der Grenze zur Sowjetunion), im Gebäude einer ehemaligen Strafvollzugsanstalt.
Das bereits 1897 von den österreichisch-ungarischen Behörden als gemeinrechtliches Gefängnis erbaute Gebäude im damaligen Komitat Máramaros wurde 1948 vom kommunistischen Regime zum politischen Gefängnis umgewandelt und war bis 1989 wegen der besonders strengen Haftbedingungen gefürchtet.
Seine besondere Bedeutung als Gefängnis für die Elite des Landes erhielt das Gefängnis im Mai 1950, als 150 politische Gefangene eingeliefert wurden (später kamen noch 50 weitere hinzu). Zu ihnen gehörten führende Kirchenmitglieder, Spitzenpolitiker der illegalen demokratischen Parteien, ehemalige Minister, Intellektuelle und Generäle sowie später auch kritische Kommunisten.
Die katholischen Bischöfe Anton Durcovici und Valeriu Traian Frențiu verhungerten dort 1951 bzw. 1952. Besonders prominente Häftlinge waren vor allem die in Rumänien als Leuchtfeuer der Demokratie empfundenen Politiker Iuliu Maniu von der Nationalen Bauernpartei und Dinu Brătianu von der Nationalliberalen Partei; Iuliu Maniu und der der profaschistische Historiker Gheorghe Brătianu starben 1953 während der Haft.
Obwohl in dem Gefängnis kaum gefoltert wurde, starben ca. 25 Prozent der Insassen während ihrer Haft, da die Haftbedingungen ohne Heizsystem, mit kargen Mahlzeiten und Schikanen der Wachmannschaften den mehrheitlich über sechzigjährigen Inhaftierten stark zusetzte. 1955 wurde eine Amnestie erlassen, bei der die bedeutenderen Insassen aber lediglich in andere Gefängnisse verlegt wurden.
Leiterin der Gedenkstätte ist die ehemalige Dissidentin Ana Blandiana.

## Bewertung
William Totok, ehemals Mitglied der Aktionsgruppe Banat, schrieb 1997:
„Angst, Unterdrückung und Misstrauen sind wohl immanente Kennzeichen jeder Diktatur, doch das Fehlen jeglicher Solidarität – wie in Rumänien während der Ceaușescu-Zeit – übersteigt sogar die Vorstellungskraft eines Lesers, der ein totalitäres Regime aus eigener Erfahrung kennt.“
Die Historikerin Mariana Hausleitner schrieb 1996:
„Über Dissidenten aus Rumänien in den Jahren der Ceaușescu-Ära ist bisher wenig bekannt. Zum einen war der Protest zumeist vereinzelt und nur von kurzer Dauer. Anders als in Polen, Ungarn oder der CSSR entstanden in Rumänien keine Gruppen, die mit ihrer Kritik eine Gegenöffentlichkeit schufen. Zum zweiten spielte Rumänien in der Wahrnehmung des Westens eine Sonderrolle aufgrund von Ceaușescus Außenpolitik, die in einigen Punkten von derjenigen der Sowjetunion abwich. Daher wurde über die zaghaften Widerstandsversuche in Rumänien von den westlichen Medien bis zur Perestrojka kaum etwas vermittelt. Der dritte Grund, warum sich selbst heute Historiker nicht mit den Protestaktionen in der Ceaușescu-Ära beschäftigen, hängt mit Rumäniens Entwicklung nach 1989 zusammen. Das neue Archivgesetz hält die Bestände der Ceaușescu-Ära vollkommen unter Verschluss, wodurch die Forschung stark eingeschränkt ist. Nun könnte man bei diesem Thema mit den Methoden der Oral History zumindest die Vorstellungswelt derjenigen, die in den 1970er und 1980er Jahren Widerstand leisteten, rekonstruieren. Damit ist jedoch noch nicht begonnen worden, was vermuten lässt, dass dahinter ein Problem der rumänischen Intellektuellen steckt. Die meisten von ihnen haben in der Ceaușescu-Ära, gemessen an der Gesamtbevölkerung, durchaus privilegiert gelebt und deshalb wenig riskiert. Warum sollten sie sich den Gegenfragen von Leuten aussetzen, die durch den sozialen Druck oder Idealismus zur Rebellion getrieben und dafür hart bestraft wurden? Die einzigen Widerstandsaktionen, die heute in Rumänien in der Öffentlichkeit und von Wissenschaftlern breit thematisiert werden, sind die der Jahre vor 1956. Besonders beliebt sind die antikommunistischen Widerstandsgruppen in den Bergen. Da kann man an neuen nationalen Mythen weben und gleichzeitig zumindest einige Armeeangehörige in die neue Ahnenkette einbauen.“